# Лотус (Формула 1)
Лотус е британски отбор във Формула 1, част от автомобилната компания „Лотус Карс“, създадена през 1952 г. Отборът се състезава под името „Тийм Лотус“ от 1958 до 1994 година и има 7 конструкторски титли, като най-големите успехи се свързват с името на Колин Чапман. Най-добрите постижения са през 70-те години на XX век, когато печели 4 титли. За тима са карали легенди, като Греъм Хил, Джим Кларк, Джон Съртис, Стърлинг Мос, Джак Брабам (основател на отбора Брабам), Фил Хил, Марио Андрети, Емерсон Фитипалди, Йохен Ринт, Найджъл Менсъл, Айртон Сена, Нелсон Пикет и Мика Хакинен.
Във Формула 1 тимът се смята за иноваторски и създател на много революционни идеи, променили завинаги света на Формула 1.
След смъртта на създателя Колин Чапман, отборът постепенно запада и през 1994 г. е обявявено оттеглянето му от Ф1, поради финансова криза. В началото на XXI век се забелязва съживяване на компанията благодарение на спортните модели Елис и Егзиж. През 2005 г. Малайзийската компания Протон реорганизира фирмата. През 2009 г. друга малайзийска компания реорганизира отбора на Лотус с амбиции за завръщане във Формула 1.

## Начало във Ф1 – 1950-те и 1960-те
През 1958 г. Лотус дебютира във Формула 1 с пилоти Греъм Хил и Клиф Алисън, а за да се издържа, продава шасита и на други. Именно с частен Лотус Стърлинг Мос печели първата победа с подобна кола. Година след това „заводският“ Лотус печели също победа с Инес Айърланд.
През 1963 г. в тима идва Джим Кларк и започва най-славната част от историята на тима. За 10 години тимът печели 6 конструкторски титли. Още 1963 Кларк прави уникален рекорд по онова време, печелейки 7 състезания. Двамата с Колин се сближават доста, винаги преди състезание спят в 1 стая (тогава се е пестяло), разбирали са се с поглед. Често Кларк в интервюта споменава как по време на състезание се чуди колко ли му е разликата с някой пилот или дали колата е наред и още същото преминаване на старт-финалната права виждал Чапман с таблото с нужната информация, въпреки че дори не е изричал на глас мислите си. Затова, когато през 1968 г. Кларк загива в състезание от Формула 2, Чапман прелита от Англия в Германия, крещейки непрекъснато: „Идиоти!!! Какво направихте с моя пилот!!!“. Мисълта на Чапман е дори по-бърза от колите му, а едно от нещата, които не понася са глупаците – тях той поставя на място, което не рядко води до скандали. Биографиците на Чапман разделят живота му на 2 етапа – преди и след смъртта на Джим Кларк.
След 1968 г. Лотус все още има златни мигове, но никога не постига серия от няколко години. Причината – Чапман не се интересува от бавния, но постепенен възход. Винаги търси и намира начин да надхитри и изиграе съперниците с някоя иновация. Затова например побеснява на Fan-car-а на Брабам от 1978 г. – кола с вентилатор отзад, която всмуква въздуха и създава граунд ефект. Според мнозина Чапман е не толкова противник на идеята, а по-скоро го е било яд, че не се е сетил пръв.
В средата на 1960-те години производителите на коли виждат, че Ф1 е все по-скъпа и безсмислена забава и се оттеглят.
Предстоят 20-ина години на хегемония на малки частни английски тимове, като Брабам, Тирел, Купър, Лотус, Макларън и Уилямс. За целта обаче трябват пари. Малко са милионерите като лорд Хескет, които да имат бездънен джоб, а и да има – и те привършват парите си. Необходима е революция и тя е дело на Колин Чапман. Допреди това колите са били в цветовете на държавата си. Така италианските коли (Алфа Ромео, Ферари и др.) са били червени, френските – сини, нидерландските – оранжеви, британските – зелени. Колин Чапман решава да промени това и изпраща стотици писма, получавайки само 1 положителен отговор – от цигарената компания „Gold Leaf“. Така спонсорите, в частност цигарените компании, навлизат в света на Формула 1, а от следващия сезон Лотус стават червени.

## 1970-те и 1980-те години
През 1970 г. Йохен Ринт става първият посмъртен шампион – с Лотус.
Според мнозина Чапман се интересува все повече от комерсиалната част и става разсеян. Случва се на коктейл със спонсора Тисо (Tissot) да отиде с часовник на конкурента Ролекс (Rolex) и едва на входа да се сети да го махне. Тогава той открива последния пилот, към който се привързва – леко закъснелия с началото на кариерата си Найджъл Менсъл.
Малко преди смъртта си Чапман му удължава договора с 2 години. В края на 1981 г. се появява Лотус 88 – последният модел, дело на Чапман. Блестящият гений и тук си проличава – прави двойно шаси, въвежда активното окачване. Всъщност модел 88 е и първият с шаси от карбон. Колата е толкова сполучлива, че мачка на тестове конкуренцията с над 2 секунди. ФИА веднага се намесва и забранява колата (затова днес за първата кола с шаси от въглеродни нишки се счита МР4/1 на Макларън). Чапман побеснява, изпокарва се с всички и се зарича повече да не стъпи на пистата. Малко по-късно през една декемврийска вечер прелита над Ламанша със своя самолет в страхотна буря. През нощта умира от инфаркт, едва 54-годишен. Из падока плъзва слух, че Чапман просто се е скрил в Южна Америка, за да не гледа пропадането на Лотус и само чака благоприятен момент да се върне. Това не е от неуважение към него, просто никой не иска да повярва, че този гений е загинал.
От там нататък историята на Лотус е трагична и върви към бавна, но сигурна смърт. Питър Уор застава начело в отбора. Нито Найджъл Менсъл, нито талантливият Елио де Анджелис могат да възродят тима. През 1985 година е взет младият Айртон Сена и още във второто състезание той постига победа – първа за Лотус от кончината на Чапман. Всъщност Сена печели и последната победа за тима през 1987 г. След това разочарован, че от тима не му осигуряват кола, с която реално да има шанс за титлата, той напуска. На негово място за сезон '88 идва действащият шампион – Нелсън Пикет, и това е последната година, в която славният тим е с номера 1 и 2.

## Краят: 1990-те години
Малко след това Питър Уор напуска (в края на 1990 г. продава тима), а с това и последните надежди за възраждане. Тимът става посредствен и се задоволява с не повече от 20-ина точки на сезон. Компанията майка – Лотус Карс е в дълбока финансова криза и в резултат на това 1994 г. е последна за тима във Ф1. За да се спаси от фалит, отборът е продаден на Дейвид Хънт, брат на Джеймс Хънт, малко след това е слят с Пасифик. Така в началото на сезон 1995 тимът носи емблемата на Лотус и гръмкото име „Пасифик Тийм Лотус“. Отборът обаче се представя много слабо. За повечето фенове това вече не е Лотус и затова тимът остава като Пасифик. Този тим изчезва през 1996 г. Въпреки че отсъства дълги години от Ф1, Лотус продължава да е сред най-добрите четири отбора според статистиката и множество фенове мечтаят за завръщането му.

## Завръщане във Формула 1 и спорове
През 2010 г. във Формула 1 навлизат 3 нови отбора, един от които носи славното име „Лотус“, с разрешението на фамилията Чапман, но без правата върху името „Тийм Лотус“, поради което се кръщава „Лотус Рейсинг“. Този тим е собственост на малайзийския бизнесмен Тони Фернандес. През 2011 г. отборът купува лиценза от Дейвид Хънт и с това получава правото да се кръсти „Тийм Лотус“ – както се е казвал отборът по времето на Колин Чапман. В същото време част от акциите на отбора на „Рено Ф1“ са закупени от компанията – производител на коли „Лотус карс“, собственост на Протон груп. В резултат на това „Рено“ се прекръстват на „Лотус-Рено“ и така през 2011 г. във Формула 1 съществуват 2 тима с името „Лотус“. След шумен съдебен спор се стига до споразумение, съгласно което от сезон 2012 „Лотус-Рено“ ще е единственият тим с марка Лотус във Ф1, докато досегашният „Тийм Лотус“ се преименува на Катерам.

## Статистика

### Световни шампиони при пилотите
| Година | Пилот             | Двигател           | Гуми       |
| ------ | ----------------- | ------------------ | ---------- |
| 1963   | Джим Кларк        | Лотус-Клаймакс     | Дънлоп     |
| 1965   | Джим Кларк        | Лотус-Клаймакс     | Дънлоп     |
| 1968   | Греъм Хил         | Лотус-Форд Косуърт | Файърстоун |
| 1970   | Йохен Риндт       | Лотус-Форд Косуърт | Файърстоун |
| 1972   | Емерсон Фитипалди | Лотус-Форд Косуърт | Файърстоун |
| 1978   | Марио Андрети     | Лотус-Форд Косуърт | Гудиър     |

### Световни шампиони при конструкторите
| Година | Конструктор | Двигател     | Гуми       |
| ------ | ----------- | ------------ | ---------- |
| 1963   | Лотус       | Клаймакс     | Дънлоп     |
| 1965   | Лотус       | Клаймакс     | Дънлоп     |
| 1968   | Лотус       | Форд Косуърт | Файърстоун |
| 1970   | Лотус       | Форд Косуърт | Файърстоун |
| 1972   | Лотус       | Форд Косуърт | Файърстоун |
| 1973   | Лотус       | Форд Косуърт | Гудиър     |
| 1978   | Лотус       | Форд Косуърт | Гудиър     |

### Пилоти участвали за Лотус
| Брой Пилоти |       | Участия | Победи | ПП  | НБО | Точки | Подиуми |
| ----------- | ----- | ------- | ------ | --- | --- | ----- | ------- |
| 135         | Лотус | 494     | 79     | 107 | 71  | 1368  | 172     |

| N  | Пилот             | Участия | Победи | ПП | НБО | Точки | Подиуми |
| -- | ----------------- | ------- | ------ | -- | --- | ----- | ------- |
| 1  | Джим Кларк        | 72      | 25     | 33 | 28  | 274   | 32      |
| 2  | Марио Андрети     | 79      | 11     | 17 | 8   | 147   | 16      |
| 3  | Емерсон Фитипалди | 42      | 9      | 4  | 5   | 144   | 20      |
| 4  | Рони Петерсон     | 59      | 9      | 13 | 7   | 144   | 18      |
| 5  | Йохен Ринт        | 19      | 6      | 8  | 3   | 67    | 8       |
| 6  | Айртон Сена       | 48      | 6      | 16 | 6   | 150   | 22      |
| 7  | Стърлинг Мос      | 12      | 4      | 4  | 2   | 40    | 4       |
| 8  | Греъм Хил         | 59      | 4      | 5  | 2   | 89    | 10      |
| 9  | Елио де Анджелис  | 90      | 2      | 3  | –   | 119   | 9       |
| 10 | Гунар Нилсон      | 31      | 1      | –  | 1   | 31    | 4       |
| 11 | Жо Сифер          | 35      | 1      | 1  | 3   | 28    | 3       |
| 12 | Инес Айрлънд      | 36      | 1      | –  | 1   | 37    | 4       |

### Двигатели доставяни за Лотус
| N  | Двигател     | Участия | Победи | ПП | НБО | Точки | Подиуми |
| -- | ------------ | ------- | ------ | -- | --- | ----- | ------- |
| 1  | Форд Косуърт | 257     | 47     | 56 | 36  | 749   | 97      |
| 2  | Клаймакс     | 82      | 24     | 31 | 27  | 295   | 38      |
| 3  | Рено         | 62      | 5      | 19 | 4   | 187   | 24      |
| 4  | Хонда        | 32      | 2      | 1  | 3   | 87    | 11      |
| 5  | БРМ          | 49      | 1      | –  | –   | 29    | 2       |
| 6  | Джъд         | 31      | –      | –  | 1   | 18    | -       |
| 7  | Ламборгини   | 16      | –      | –  | –   | 3     | -       |
| 8  | Муген-Хонда  | 16      | –      | –  | –   | –     | -       |
| 9  | Прат и Уитни | 3       | –      | –  | –   | –     | -       |
| 10 | Косуърт      | 3       | –      | –  | –   | –     | -       |
| 11 | Мазерати     | 1       | –      | –  | –   | –     | -       |
| 12 | Форд         | 1       | –      | –  | –   | –     | -       |
| 13 | Боргвард     | –       | –      | –  | –   | –     | -       |

### Гуми доставяни за Лотус
| N | Гуми       | Участия | Победи | ПП | НБО | Точки | Подиуми |
| - | ---------- | ------- | ------ | -- | --- | ----- | ------- |
| 1 | Гудиър     |         | 32     |    |     |       |         |
| 2 | Дънлоп     |         | 24     |    |     |       |         |
| 3 | Файърстоун |         | 23     |    |     |       |         |

### Победи на Лотус във Формула 1
| N  | Година | Пилот        | Двигател       | Гуми | Голяма награда | Писта            | Статистика |
| -- | ------ | ------------ | -------------- | ---- | -------------- | ---------------- | ---------- |
| 1  | 1960   | Стърлинг Мос | Лотус-Клаймакс | Д    | Монако         | Монте Карло      | Статистика |
| 2  | 1960   | Стърлинг Мос | Лотус-Клаймакс | Д    | САЩ            | Уоткинс Глен     | Статистика |
| 3  | 1961   | Стърлинг Мос | Лотус-Клаймакс | Д    | Монако         | Монте Карло      | Статистика |
| 4  | 1961   | Стърлинг Мос | Лотус-Клаймакс | Д    | Германия       | Нюрбургринг      | Статистика |
| 5  | 1961   | Инес Айрлънд | Лотус-Клаймакс | Д    | САЩ            | Уоткинс Глен     | Статистика |
| 6  | 1962   | Джим Кларк   | Лотус-Клаймакс | Д    | Белгия         | Спа-Франкоршамп  | Статистика |
| 7  | 1962   | Джим Кларк   | Лотус-Клаймакс | Д    | Великобритания | Ейнтрий          | Статистика |
| 8  | 1962   | Джим Кларк   | Лотус-Клаймакс | Д    | САЩ            | Уоткинс Глен     | Статистика |
| 9  | 1963   | Джим Кларк   | Лотус-Клаймакс | Д    | Белгия         | Спа-Франкоршамп  | Статистика |
| 10 | 1963   | Джим Кларк   | Лотус-Клаймакс | Д    | Нидерландия    | Зандворт         | Статистика |
| 11 | 1963   | Джим Кларк   | Лотус-Клаймакс | Д    | Франция        | Реймс            | Статистика |
| 12 | 1963   | Джим Кларк   | Лотус-Клаймакс | Д    | Великобритания | Силвърстоун      | Статистика |
| 13 | 1963   | Джим Кларк   | Лотус-Клаймакс | Д    | Италия         | Монца            | Статистика |
| 14 | 1963   | Джим Кларк   | Лотус-Клаймакс | Д    | Мексико        | Ерманос Родригес | Статистика |
| 15 | 1963   | Джим Кларк   | Лотус-Клаймакс | Д    | ЮАР            | Принц Джордж     | Статистика |
| 16 | 1964   | Джим Кларк   | Лотус-Клаймакс | Д    | Нидерландия    | Зандворт         | Статистика |
| 17 | 1964   | Джим Кларк   | Лотус-Клаймакс | Д    | Белгия         | Спа-Франкоршамп  | Статистика |
| 18 | 1964   | Джим Кларк   | Лотус-Клаймакс | Д    | Великобритания | Силвърстоун      | Статистика |